# Ейвонейл-Естейтс (Джорджія)
Ейвонейл-Естейтс (англ. Avondale Estates) — місто (англ. city) в США, в окрузі Декальб штату Джорджія. Населення — 3567 осіб (2020).

## Географія
Ейвонейл-Естейтс розташований за координатами 33°46′7″ пн. ш. 84°15′53″ зх. д. / 33.76861° пн. ш. 84.26472° зх. д. (33.768731, -84.264735).  За даними Бюро перепису населення США в 2010 році місто мало площу 2,97 км², з яких 2,95 км² — суходіл та 0,03 км² — водойми. В 2017 році площа становила 3,20 км², з яких 3,17 км² — суходіл та 0,03 км² — водойми.

## Демографія
Згідно з переписом 2010 року, у місті мешкало 2960 осіб у 1366 домогосподарствах у складі 772 родин. Густота населення становила 995 осіб/км².  Було 1478 помешкань (497/км²).
Расовий склад населення:
| - 80,9 % — білих - 14,5 % — чорних або афроамериканців - 1,9 % — азіатів - 0,1 % — вихідців з тихоокеанських островів - 0,1 % — корінних американців |

До двох чи більше рас належало 2,0 %. Частка іспаномовних становила 2,2 % від усіх жителів.
За віковим діапазоном населення розподілялося таким чином: 20,1 % — особи молодші 18 років, 64,7 % — особи у віці 18—64 років, 15,2 % — особи у віці 65 років та старші. Медіана віку мешканця становила 45,0 року. На 100 осіб жіночої статі у місті припадало 84,1 чоловіків;  на 100 жінок у віці від 18 років та старших — 80,6 чоловіків також старших 18 років.
Середній дохід на одне домашнє господарство  становив 109 630 доларів США (медіана — 77 344), а середній дохід на одну сім'ю — 148 127 доларів (медіана — 133 684). Медіана доходів становила 98 750 доларів для чоловіків та 62 798 доларів для жінок. За межею бідності перебувало 4,2 % осіб, у тому числі 0,0 % дітей у віці до 18 років та 4,2 % осіб у віці 65 років та старших.
Цивільне працевлаштоване населення становило 1573 особи. Основні галузі зайнятості: освіта, охорона здоров'я та соціальна допомога — 32,3 %, науковці, спеціалісти, менеджери — 22,6 %, інформація — 7,6 %, публічна адміністрація — 6,4 %.